# Tobias Grau
Tobias Grau (* 2. März 1957 in Hamburg) ist ein deutscher Designer und Unternehmer. Gemeinsam mit seiner Ehefrau Franziska Grau gründete er im Februar 1988 die aktuell in Rellingen bei Hamburg ansässige Tobias Grau GmbH. Das Unternehmen ist auf die Herstellung elektrischer Leuchten spezialisiert. Seit Februar 2021 führen es die Söhne Melchior Grau und Timon Grau; als alleinige Gesellschafter firmierten sie das Unternehmen im Jahr 2023 in Grau GmbH um.

## Ausbildung und beruflicher Werdegang
Nach dem Studium der Betriebswirtschaftslehre in München ging Tobias Grau 1983 nach New York an die Parson School of Design mit anschließendem Praktikum in der Entwicklungsabteilung von Knoll International in Pennsylvania.
1984 begann Tobias Grau als selbständiger Designer in Hamburg mit innenarchitektonischen Arbeiten für Büros von Agenturen sowie kleineren Firmen und von Modegeschäften. Für diese Einrichtungen entstanden Entwürfe für Leuchten und Möbel, die mit speziellen Handwerksbetrieben für diese Einrichtungen realisiert wurden. Aus dieser Arbeit entwickelte Tobias Grau die erste Leuchtenkollektion, die 1987 unter eigenem Namen auf der imm cologne vorgestellt wurde.
Zu den bekanntesten Leuchten der Tobias Grau Kollektion gehören Tai, Bill, George, Soon, Oh China und Salt and Pepper.

## Preise und Auszeichnungen
- Internationale Designpreis des Design Center Stuttgart in Gold
- Internationaler Designpreis des Design Center Stuttgart in Silber
- 2011 Reddot Design Award „best of the best“[3]
- iF Produkt Design Award in Gold
- iF Product Design Award in Silber
- 2004 Designpreis der Bundesrepublik Deutschland in Gold
- TUBE Einbaustrahlerprogramm iF product design award 2008[4]
- TAA Too Hängeleuchten 1999[5][6]
- Tischleuchte Soon Internationaler Designpreis Baden-Württemberg in Gold 2002[7][8]
- Tischleuchte Bill 11 W Internationaler Designpreis Baden-Württemberg in Gold 2005[9]
- 2006 Designpreis der Bundesrepublik Deutschland in Gold[10]
- XT Plug + DIM Schalterprogramm Dim Internationaler Designpreis Baden-Württemberg in Silber 2009[11]
- Falling Star Floor Interior Innovation Award 2011[12]